# Леандро Барбоза
Леандро Матеус Барбоза (порт. Leandro Mateus Barbosa; Сао Пауло, 28. новембар 1982) бивши је бразилски кошаркаш. Играо је на позицијама плејмејкера и бека.

## Успеси

### Клупски
- Голден Стејт вориорси:
  - НБА (1): 2014/15.

### Репрезентативни
- Америчко првенство:  2005, 2009.

### Појединачни
- Шести играч године НБА (1): 2006/07.